# Rhyacophila vemna
Rhyacophila vemna är en nattsländeart som beskrevs av Milne 1936. Rhyacophila vemna ingår i släktet Rhyacophila och familjen rovnattsländor. Inga underarter finns listade i Catalogue of Life.